# Manrique Gil

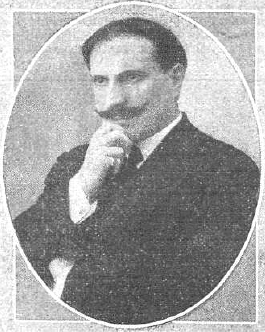
Gil hacia 1913

Manrique Gil Fernández-Colón , más conocido como Manrique Gil (su nombre real, de pila, era Jorge) (1876 o 1882 - 1955) es uno de los cordobeses más polifacéticos de la primera mitad del siglo XX. 
Nacido en Puente Genil, era el hermano menor del escritor, poeta y político Rodolfo Gil y Fernández (1872-1938), hijo de Francisco Gil Estrada, primer director de la Banda Municipal de Música de Puente Genil (fallecido en 1918) y tío del orientalista Rodolfo Gil Benumeya (1901-1975), quien participó como actor ocasional en la compañía teatral de su tío. Tradicionalmente se ha esgrimido 1876 como el año de su nacimiento, si bien el ABC de 4 de enero de 1955 dice que falleció con 73 años, por lo que tendríamos que retrasar la fecha de su nacimiento al año 1882
Ante todo fue un hombre del espectáculo, e incluso un espectáculo en sí mismo. Dotado de una amplia cultura y notables cualidades artísticas, fue actor, poeta y estuvo considerado uno de los mejores recitadores de su tiempo. También ejerció el particular oficio teatral de apuntador, en el que estaba bastante considerado.
Trasladado a Madrid desde muy joven, conoció a todos los jóvenes poetas del Modernismo, del 98 y del 27. Particularmente fue amigo de García Lorca. Durante la Guerra Civil Española quedó en Madrid. En 1937 participó en la película "Barrios bajos". Intermedió para que su hermano Rodolfo (pese a haber sido miembro del Partido Conservador, senador y gobernador civil) fuera evacuado a Valencia (en donde falleció) y no fuera represaliado.
Después de la Guerra Civil prosiguió con su carrera de actor de teatro y cine, participando en películas como "A mí la Legión" (1942), "Los últimos de Filipinas" (1946), "Mariona Rebull"(1947), -tres títulos destacados de la filmografía postbélica-, y en muchas otras, siempre como secundario.
Murió en Madrid a comienzos del mes de enero de 1955.